# Tanzania en los Juegos Olímpicos de Atlanta 1996
Tanzania estuvo representada en los Juegos Olímpicos de Atlanta 1996 por siete deportistas, seis hombres y una mujer, que compitieron en dos deportes.
El portador de la bandera en la ceremonia de apertura fue el atleta Ikaji Salum. El equipo olímpico tanzano no obtuvo ninguna medalla en estos Juegos.